# 2006 RH120
2006 RH120とは、アポロ群またはアモール群に分類される、直径約3 mから6 m の微小な地球近傍小惑星の1つである。2006年9月から2007年6月までの間、この小惑星は地球の周囲を自然衛星として周回し、一時的に「第2の月」となっていた 。

## 軌道の性質
2006 RH120は、軌道長半径1.03au、公転周期1.05年の軌道を周回している。軌道傾斜角は0.59度とほとんど傾いておらず、離心率は0.024とほぼ真円である 。このように2006 RH120の公転軌道はきわめて地球の公転軌道と似通ったものであることから、しばしば地球に対して遅い相対速度（例えば、2028年10月9日には相対速度0.14 km/s）で接近することとなる。2007年6月14日に地球に接近したときには約27万7000km (0.00185 au) と、月の平均公転半径である38万4400kmの内側まで入り込んでいた 。

## 物理的性質
2006 RH120の標準等級（小惑星の絶対等級）は29.5等級 ときわめて小さな値であり、直径は3mから6m という微小なサイズであると推定されている。発見時の明るさ（視等級）は19.3等級 、最も明るくなった時でも18.7等級という暗い天体である 。また、2分45秒の周期で自転している 。

## 周回軌道
2006 RH120は上記のとおり地球ときわめて似通った軌道を持つため、地球接近時に地球の重力に捕らわれ、一時的な地球の自然衛星になる場合がある 。2006 RH120は、天然の天体である事がわかっている中で初の「第2の月」であり、2020年2月15日に2020 CD3が発見されるまでは唯一の事例であった。
このような軌道をもつ天体としては、2002年9月3日に発見されたJ002E3と、2006年8月28日に発見された6Q0B44Eが前例としてあったが、J002E3はアポロ12号で使用されたサターンVロケットのS-IVBであることが判明しており、6Q0B44Eも未確定ながら人工物である可能性がきわめて高い。そのため、2006 RH120もカタリナ・スカイサーベイによる発見時には人工物であると疑われ、当初は6R10DB9と呼ばれていた。しかし、2006 RH120の太陽輻射圧による軌道変化を計算した結果、中身が中空で軽いロケットブースターであると仮定した場合の値と比べて実際の観測値に大きなずれがあることがあきらかとなったことから、人工物ではなく天然の天体である事が判明した。このため2006 RH120という小惑星の正式な仮符号が与えられたのは、発見から17か月後の2008年2月18日である 。
2006 RH120は、月への小惑星の衝突により飛び散った破片がその起源である可能性がある。なおシミュレーションによれば、2006 RH120のような「一時的な地球の衛星」が常時50個ほど地球の周囲を周回している計算となるが、それらは直径が50cmと2006 RH120のさらに10分の1程度の微小なサイズと想定されているため、実際の観測は難しく、そのような天体は2020 CD3の観測まで未発見であった。
2006 RH120が地球の周回軌道に乗っていることが観測されたのは2006年9月から2007年6月までの間で、この期間に地球の周囲を3回公転した。軌道は約9万kmから約20万kmの軌道長半径と約0.41から約0.75の離心率を持ち、軌道傾斜角は最初のみ約40度、それ以降はほぼ直角の軌道を持っていた 。この期間は地球や月に頻繁に接近しており、ジェット推進研究所のデータベースにおける2006 RH120に関するデータのほとんどがこの期間のものであることがわかる 。
| 元期           | 軌道長半径 (km) | 離心率 | 公転周期 (日) | 軌道傾斜角 (度) | 近地点引数 (度) | 昇交点黄経 (度) | 近地点通過日時  |
| -------------- | --------------- | ------ | ------------- | --------------- | --------------- | --------------- | --------------- |
| 2006年9月2日   | 1589136         | 0.475  | 230.7         | 41.4            | 180.3           | 159.1           | 2006年9月12.3日 |
| 2006年9月12日  | 1936139         | 0.567  | 310.3         | 41.3            | 175.7           | 159.5           | 2006年9月11.2日 |
| 2006年9月19日  | 1857264         | 0.559  | 291.5         | 41.8            | 167.2           | 159.7           | 2006年9月9.7日  |
|                |                 |        |               |                 |                 |                 |                 |
| 2006年12月18日 | 1132535         | 0.519  | 138.8         | 90.9            | 125.2           | 105.4           | 2007年1月1.7日  |
| 2006年12月21日 | 1070442         | 0.486  | 127.6         | 91.6            | 126.7           | 105.9           | 2007年1月2.2日  |
| 2006年12月31日 | 0905792         | 0.410  | 099.3         | 91.7            | 137.4           | 105.4           | 2007年1月3.7日  |
| 2007年1月10日  | 1087484         | 0.512  | 130.6         | 91.2            | 138.4           | 105.2           | 2007年1月3.8日  |
| 2007年1月19日  | 1040366         | 0.517  | 122.2         | 89.9            | 132.0           | 104.2           | 2007年1月3.4日  |
|                |                 |        |               |                 |                 |                 |                 |
| 2007年3月11日  | 0938816         | 0.637  | 104.8         | 87.9            | 94.5            | 102.5           | 2007年3月25.6日 |
| 2007年3月21日  | 1008880         | 0.646  | 116.7         | 85.7            | 90.8            | 102.8           | 2007年3月25.4日 |
| 2007年3月31日  | 1060707         | 0.664  | 125.8         | 85.3            | 94.3            | 102.9           | 2007年3月25.6日 |
| 2007年4月9日   | 0970339         | 0.624  | 110.1         | 84.3            | 93.0            | 102.6           | 2007年3月25.1日 |
|                |                 |        |               |                 |                 |                 |                 |
| 2007年5月31日  | 0867738         | 0.702  | 093.1         | 89.2            | 78.1            | 124.9           | 2007年6月14.4日 |
| 2007年6月9日   | 0959197         | 0.712  | 108.2         | 89.6            | 73.1            | 124.2           | 2007年6月14.2日 |
| 2007年6月19日  | 0997522         | 0.720  | 114.8         | 89.7            | 74.8            | 124.3           | 2007年6月14.3日 |
| 2007年6月28日  | 1119652         | 0.748  | 136.4         | 90.5            | 77.3            | 124.5           | 2007年6月14.6日 |

| 日時 (TDB)         | 最接近距離 (km) | 月軌道 との比 |
| ------------------ | --------------- | ------------- |
| 2006年9月11日07:39 | 839344          | 2.18          |
| 2007年1月3日18:02  | 533436          | 1.39          |
| 2007年3月25日12:31 | 353455          | 0.92          |
| 2007年6月14日05:30 | 276839          | 0.72          |

## 今後
2006 RH120が次回地球に最接近するのは2028年8月18日で、地球から401万8200km (0.02686au) まで接近すると推定されている 。この時にも太陽周回軌道から地球の一時的な衛星となる可能性があるが、詳細は不明である。またこの後の接近も、測定された軌道の値の不正確さと、ヤルコフスキー効果の影響の大きさがよくわかっていないため不明である 。
2017年には、地球から見て太陽方向に約3億km (2au) 離れた位置、すなわち地球の太陽公転軌道のちょうど反対側の位置付近に移動していたと考えられている。